# Ja’el Bartana
Ja’el Bartana (hebr. יעל ברתנא, ang. Yael Bartana ur. 1970 w Afuli w Izraelu) – izraelska artystka multimedialna. Tworzy fotografie, filmy, instalacje wideo i instalacje dźwiękowe.
Miała wiele wystaw indywidualnych, m.in. w PS1 w Nowym Jorku, Stedelijk van Abbemuseum w Eindhoven, Fridericianum w Kassel czy w warszawskiej Fundacji Galerii Foksal. Brała udział m.in. w Manifesta 4 we Frankfurcie (2002), 27. Biennale w São Paulo (2006) i documenta 12 w Kassel (2007).
W swoich pracach realizowanych w Izraelu Bartana zajmuje się sposobem, w jaki wojna, rytuały militarne i poczucie zagrożenia przenikają życie codzienne społeczeństwa. W wystawionej na documenta 12 instalacji wideo Summer Camp dokumentuje odbudowywanie przez ludzi z różnych krajów palestyńskiego domu zniszczonego przez Cahal. Od roku 2008 realizuje również projekty w Polsce. Dotyczą one przeszłości stosunków polsko-żydowskich i jej wpływu na dzisiejszą tożsamość Polaków. Wiosną 2008 roku nakręciła w Polsce film Mary Koszmary. Przedstawia on młodego lewicowego działacza (w tej roli Sławomir Sierakowski), który przemawia do pustych trybun na Stadionie Dziesięciolecia, wzywając trzy miliony Żydów do powrotu do Polski. W roku 2009 zrealizowała w Warszawie projekt Mur i wieża.
Jest laureatką wielu nagród, m.in. nagrody im. Anselma Kiefera (2003), drugiej nagrody Prix de Rome (Rijksakademie, 2005), nagrody artystycznej im. Dorothei von Stetten (Kunstmuseum Bonn, 2005), nagrody fundacji Gottesdienera (2007).
Ja’el Bartana będzie reprezentować Polskę na 54. Międzynarodowym Biennale Sztuki w Wenecji. Zaprezentuje projekt "...and Europe will be stunned / ...i zadziwi się Europa".